# بشملة يابانية
لانجدونيا أو  ناسبولي أو بشملة يابانية أو مُشْمَلة يابانيّة  أو بشملق أو بشملة أو مشملة (الاسم العلمي: Eriobotrya japonica) هي نوع من النباتات تتبع جنس البشملة من الفصيلة الوردية. ويعرف أيضا باسم الأكي دنيا وأسكيدنيا وناسبولي. تعطي الشجرة ثمارا صغيرة بيضوية الشكل صفراء اللون عند نضجها. تم وصف هذا النوع من النبات علمياً لأول مرة من قبل جون لندلي وكارل بيتر تونبرج سنة 1822. سمي هذا النوع نسبةً إلى اليابان لأنها مهدها وقد انتشرت زراعتها وعمت جميع البلاد المعتدلة الحرارة.

## الوصف

### الشكل
هي شجرة أثيثة متوسطة الارتفاع مستديرة القمة، جذورها عمودية، جذعها قصير، ساقها منتصبة، أفناجها وأفنانها كثيرة. أوراقها معنقّة أذينية كبيرة الحجم مستطيلة محمية جلدية مسننة، سطح نصلها العلوي أخضر أرمد والسفلي بحري اللون يكسوه الزغب.

### الأزهار
أزهارها عنقودي التجميع قصيرة الزناد وردية اللون

### الثمار
ثمارها كروية أو بمعية الشكل لحمية مأكولة اللب

## الزراعة
زراعتها مبذولة على الشاطي اللبناني حيث يوافقها الإقليم. وهي تخشي المعارض الجنوبية الشديدة الحرارة والمواقع الرطبة والاتربة الطينية المندمجة. تتكاثر بالبذر والتطعيم. تزرع أنباقاً أو مخمسات بابعاد بيئية تراوح من 6 الي ٨ أمتار. ومن المستحسن تطعيمها على الزعرور في الأراضي الخفيفة الجافة وعلى الإجاص في الأراضي الخصبة العميقة الغور وعلى السفرجل في الأراضي الرطبة القعر.

## الأنواع

### الضروب البلدية[5]

#### أكيدنيا الأبيض، مستكاوي، راز بان
الشجرة متوسطة القد وافرة المحصول مبكارة ثمارها تدرك عند منتصف نیسان. الثمار كبيرة الحجم بيضية الشكل لونها إلى البرتقالي الاصفر. لبها سميك غزير العصارة لذيذ الطعمة. نواها من 2 الی 3.

#### أكيدنيا الإجاصي
الشجرة متوسطة القد جيدة المحصول الذي يدرك في العقد الثالث من نيسان. الثمار إجاصية الشكل لونها إلى الصفرة لبها سميك غزير العصارة الحلوة لذيذ الطعم. نواتها فردية كروية صغيرة.

#### أكيدنيا الأحمر، باکیر
شجرة كبيرة القد وافرة المحصول، مبكارة ثمارها تدرك في العقد الأخير من آذار. الثمرة كبيرة الحجم لونها إلى البرتقالي العابق. لبها أصفر اللون سميك غزير العصارة مستحب الطعمة. نواها من 2 إلى 4.

#### أكيدنيا الاصفر، خوري
الشجرة متوسطة القد وافرة المحصول ثمارها تدرك في العقد الأول من نيسان، الثمرة كبيرة الحجم لونها إلى الصفار الناري. لبها أغبر سميك غزير العصارة لذيذ الطعمة. نواها من 2 الی 3.

#### أكيدنيا الخضري
الشجرة كبيرة رفيعة متوسطة المحصول ثمارها تدرك في العقد الثاني من أيار. الثمرة كبيرة الحجم بيضية الشكل لونها إلى الخضار الزاهي يعلوه مواج اصفر. لبها أبيض اللون سميك جامد لدين اللحم والطعمة. نواها من 2 إلى 3.

#### أكيدنيا العادي
الشجرة متوسطة القد وافرة المحمول ثمارها تدرك في أيار. الثمرة كروية الشكل صغيرة الحجم لونها إلى الصفار الناري لبها أغبر اللون قليل السماكة والعصير. نواها من 3 إلى 4.

#### اكيدنيا الماوي
الشجرة متوسطة القد مظلية الشكل وافرة المحصول ثمارها تدرك في العقد الثاني من نيسان. الثمرة صغيرة كروية لونها إلى البرتقالي الزاهي. لبها متوسط السمك كثير العصارة. نواها من 3 إلى 5

## معرض الصور

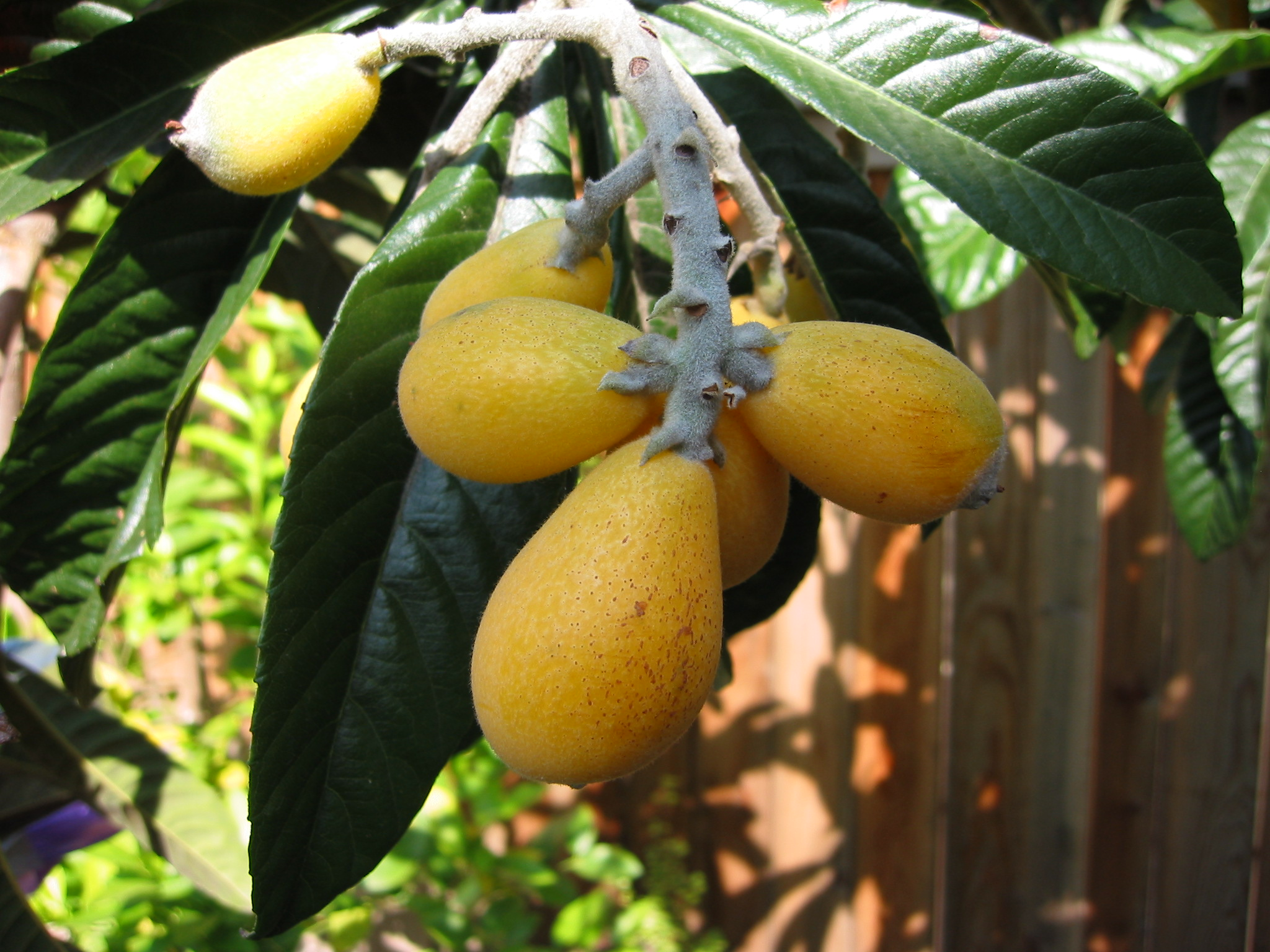
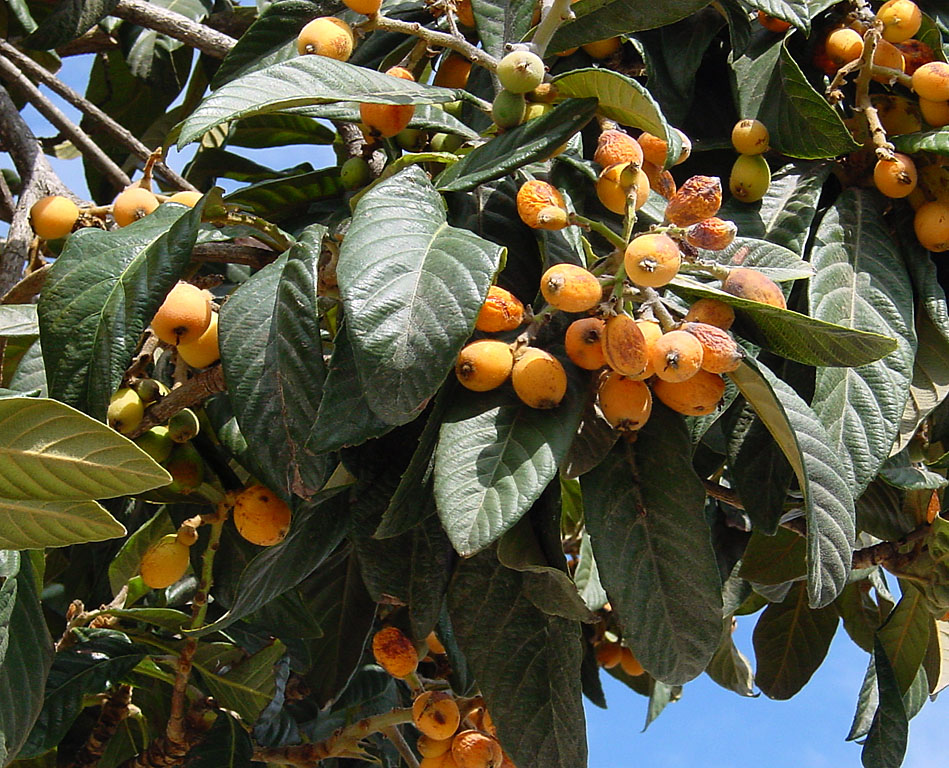
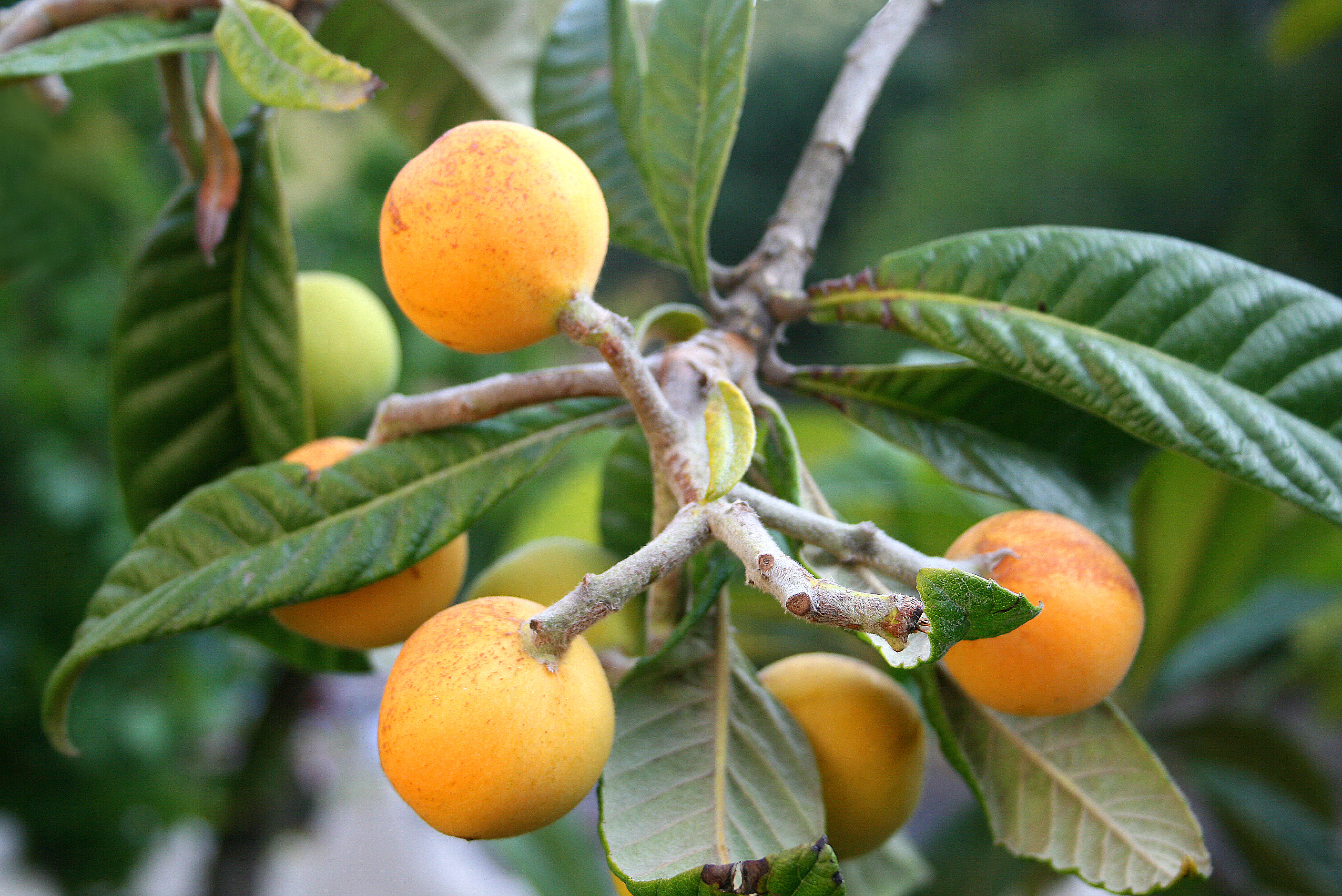
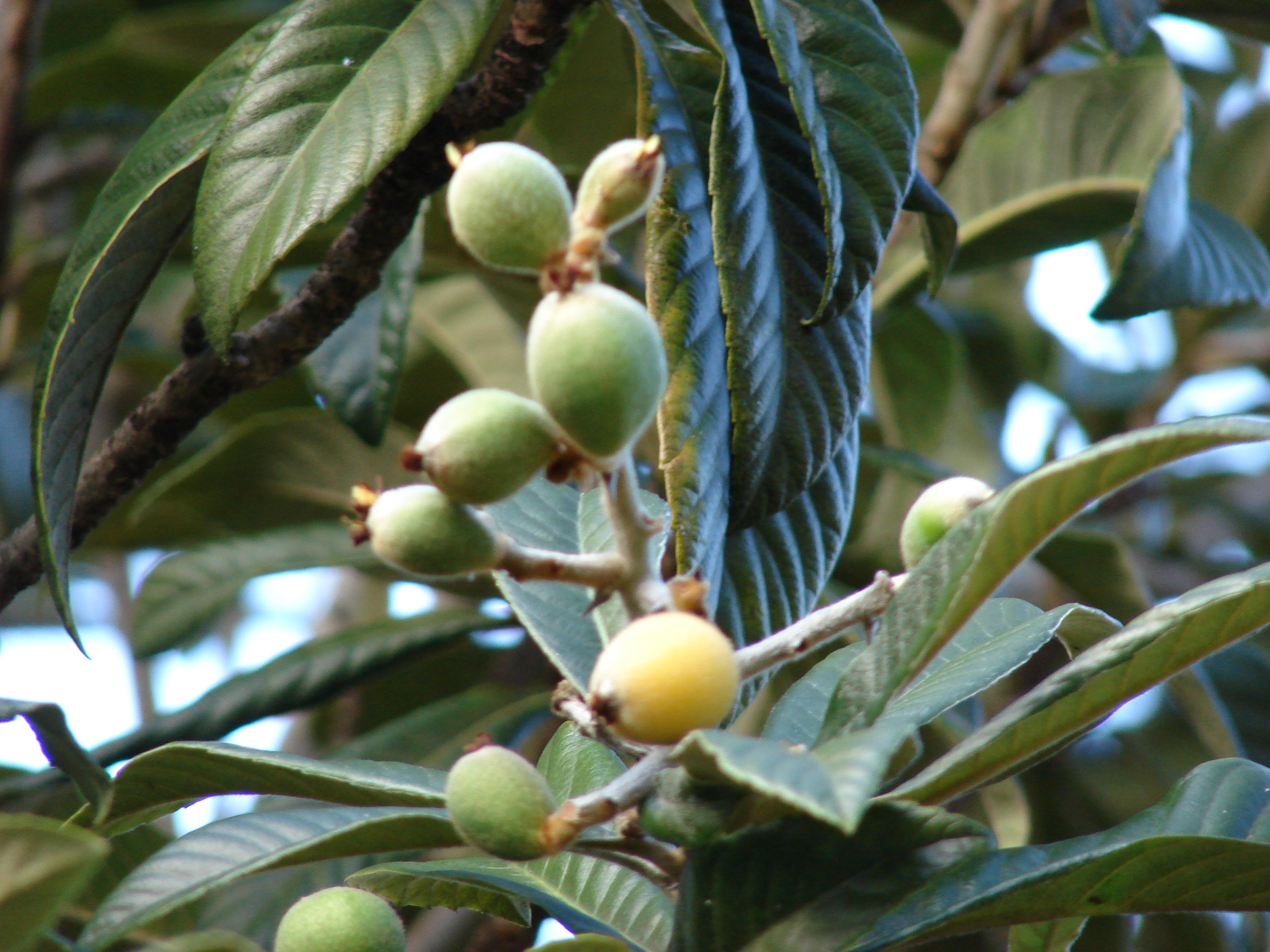
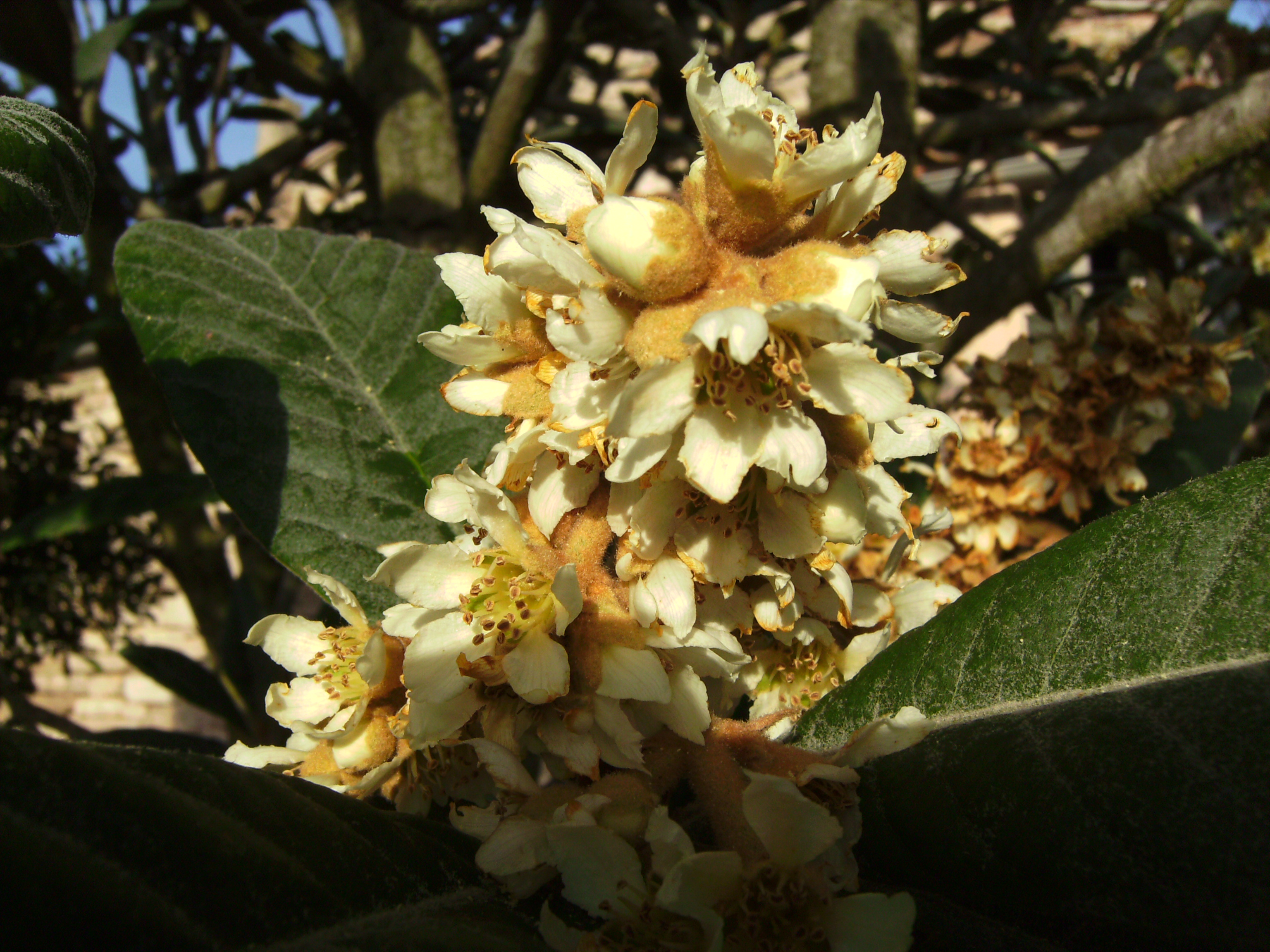
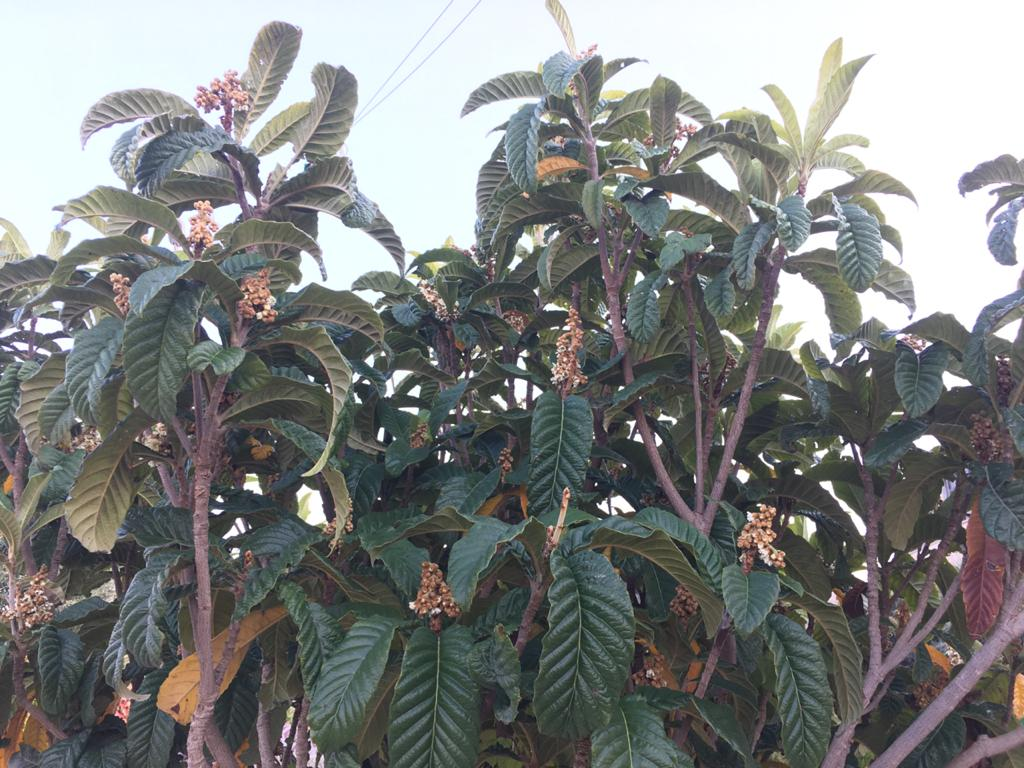

### الضروب العالمية[5]
| اسم علمي      | وصف |
| ------------- | --- |
| Advance       | الثمرة كبيرة الحجم إجاصية الشكل. لبها سميك سكري الطعم.                                                                |
| Arronel       | الثمرة متوسطة الحجم كروية الشكل. لبها رقيق البشرة سميك وردي اللون سكري الطعم عطري الرائحة غزير العصير.                |
| Brunel        | الثمرة كبيرة الحجم كروية الشكل، لبها سميك قوي البشرة أصفر اللون سكري الطعم عطري الراحة. تتحمل الأسفار البعيدة.        |
| Brouwing Holl | ثمرة كبيرة الحجم بيضية الشكل تتحمل الأسفار البعيدة. لبها جامد سكري مطري.                                              |
| Tanaka        | الثمرة كبيرة كروية برتقالية اللون تتحمل الأسفار البعيدة وتتأخر في الإدراك. لبها جامد أصفر اللون سكري الطعم.           |
| Conea d'ore   | الثمرة متوسطة الحجم إجاصية الشكل ذهبية اللون تدرك باكرة وتتحمل الأسفار. لبها أصفر اللون ذكي الطعم السكري مستحب العرف. |
| Lequat        | الثمرة متوسطة كروية ذهبية اللون بطيئة الادراك. لبها أصفر اللون سميك غزير العصارة لذيذ الطعم، تحمل نواة واحدة.         |
| Limogello     | الثمرة كبيرة الحجم بيضية الشكل ناعمة البشرة صفراء. لبها لذيذ الطعم غزير العصارة أغبر.                                 |
| Narbonne      | الثمرة كبيرة مستطيلة ناعمة البشرة برتقالية اللون. لبها أغبر لذيذ الطعم. نواها قليلة العدد صغيرة الحجم                 |